# پرستوی جنگلی پشت‌سفید
پرستوی جنگلی پشت‌سفید (نام علمی: Artamus insignis) نام یک گونه از تیره پرستوجنگلیان است.